# Polyderis rufotestacea
Polyderis rufotestacea är en skalbaggsart som beskrevs av Hayward. Polyderis rufotestacea ingår i släktet Polyderis och familjen jordlöpare. Inga underarter finns listade i Catalogue of Life.